# Mitchell Piqué
Mitchell Piqué (Amsterdam, 20 novembre 1979) è un ex calciatore olandese, di ruolo difensore.
Suo fratello minore Lorenzo è un calciatore di ruolo attaccante dell'ADO Den Haag.

## Caratteristiche tecniche
Gioca come difensore centrale sinistro e di piede è mancino.

## Carriera
All'inizio della sua carriera Piqué militò nel SC Voorland e successivamente nelle giovanili dell'Ajax per poi passare nel 1999 in prima squadra, in cui totalizziò 4 presenze e un gol dal 1999 al 2003. Nell'arco di questi anni, però il difensore fu ceduto in prestito all'Twente (stagione 2000-01), all'HFC Haarlem (2002) e infine al RBC Roosendaal (stagione 2002-03).
Nel 2003 fu ceduto a titolo definitivo al TOP Oss giocando 35 partite e segnando 3 reti; la sua permanenza ad Oss durò per soltanto una stagione, infatti nel 2004 passò al SC Cambuur, dove giocò due stagioni totalizzando 67 presenze e 3 gol. Nel 2006 fu acquistato dall'Excelsior Rotterdam, nei cui due anni di permanenza contò 55 presenze e due reti.
Nel 2008 fu venduto all'ADO Den Haag dove tuttora gioca e conta 22 presenze.